# Alosa de Dunn
L'alosa de Dunn (Eremalauda dunni) és una espècie d'ocell de la família dels alàudids (Alaudidae). Habita zones africanes de desert des de Mauritània cap a l'est, a través de Mali, sud de Níger i de Txad i nord i centre del Sudan.